# Huibert Victor Quispel
Huibert Victor Quispel (Amsterdam, 3 juni 1906 – Voorburg 2 mei 1995) was een Nederlandse luitenant ter zee eerste klasse. Huibert Victor Quispel is de kleinzoon van Huibert Quispel, onder meer officier in de Militaire Willems-Orde.
Quispel studeerde in 1935 af als luitenant. Hij diende onder meer als luitenant ter zee in Nederlands-Nieuw-Guinea en was tijdens de Tweede Wereldoorlog directeur van Netherlands Indies Government Information Service te Australië. In die hoedanigheid was hij tijdens de Tweede Wereldoorlog regelmatig te horen op Radio Oranje.
Later werd hij directeur van het Instituut voor Scheepvaart en Luchtvaart in Rotterdam.